# Tours Société Générale
Tours Société Générale – kompleks dwóch wieżowców w Paryżu, w dzielnicy La Défense, we Francji. Obie mają po 167 m wysokości. Budynki zostały otwarte w 1995 i posiadają 37 kondygnacji.